# Akodon simulator
Akodon simulator é uma espécie de roedor da família Cricetidae.
Pode ser encontrada nos seguintes países: Argentina e Bolívia.